# Yumbulagang

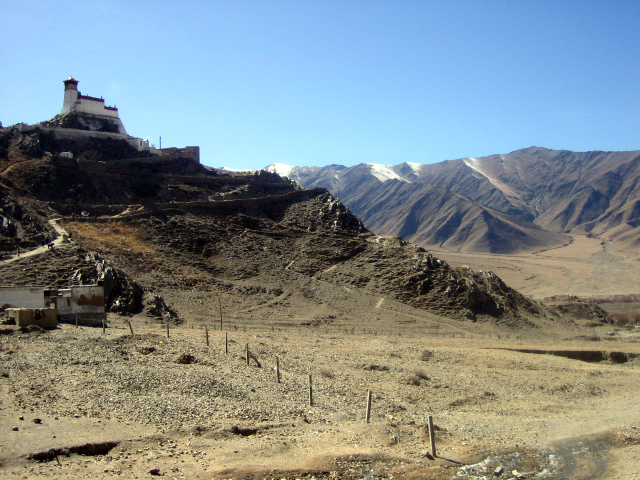
YumbuLhakhang

Yumbulagang of Yumbu Lhakhang is een antiek fort in het arrondissement Nedong in de Tibetaanse Autonome Regio.
Yumbulagang raakte zwaar beschadigd tijdens de Culturele Revolutie en werd gerestaureerd in de jaren '80.

## Eigenaren
Volgens een legende van volgelingen van de bön-religie is Yumbulagang het eerste gebouw van Tibet. Het is gebouwd in de 2e eeuw v.Chr. voor de eerste Tibetaanse koning, Nyatri Tsenpo. Gedurende de regering van de 28e koning, Totori Nyantsen in de 5e eeuw, daalden volgens de legende een gouden stoepa, een juweel en een soetra uit de hemel neer op het dak van het gebouw. Een stem klonk uit de hemel en zei dat er binnen vijf generaties iemand zou komen die de betekenis ervan zou begrijpen.
Later werd Yumbulagang een zomerpaleis van de 33e koning Songtsen Gampo. Nadat Songtsen Gampo zijn zetel had verplaatst naar Lhasa, werd het een kapel en onder de regering van de vijfde dalai lama Ngawang Lobsang Gyatso een klooster van de gelug.

## Indeling
Het kasteel is verdeeld in een voor- en achtergedeelte. Het voorste gedeelte is een drie verdiepingen hoog gebouw; het achterste gedeelte heeft een grote kasteeltoren. In het paleis bevinden zich beelden van Thiesung Sangjie Boeddha, Nyatri Tsenpo, koning Niechi, Songtsen Gampo en andere Tubokoningen.